# سعد الدهش
سعد عبد الله دَهَش فهد (27 فبراير 1966) كاتب سيناريو ومسرحي وشاعر كويتي. ولد في محافظة الفروانية. مجاز في اللغة العربية من كلية الآداب بجامعة الكويت قسم اللغة العربية. عمل صحفيًا وموظّفًا في وزارة الداخليّة، ومدرّسًا للغة العربية في مدارس الشرطة. نشر شعره في الصحف والمجلّات المحليّة.

## سيرته
ولد سعد عبد الله دهش فهد سنة 1966 في محافظة الفروانية بالكويت. خريج كلية الآداب من جامعة الكويت قسم اللغة العربية عام 1989. عمل صحفيًا وموظفًا في وزارة الداخلية، ومدرسًا للغة العربية بمدرسة الشرطة. 

نشر قصائده وبعض دراساته في الصحف والمجلات الملحية. كما أذيع شعره في برامج الإذاعية وألقي في المسارح والمدارس. وله كتابات في القصة والنقد الأدبي. شارك في العديد من الأمسيات الشعرية. يتجه إلى كتابة الدراما التلفزيونية والمسلسلات الإذاعية. 

## مؤلفاته
- الخروج من ساحل الإثم ، ديوان شعر، 1996
- هذيان الطين ، مجموعة قصصية

سيناريوهات للتلفزيون:
- طش ورش
- مرآة الزمان
- بيت بو نشمي
- سهم الغدر
- وجوه من شمع
- للخطايا ثمن
- الأخرس
- هذيان الطين
- بعد منتصف الخوف
- بقايا الأمس

مسرحيات:
- من صادها عشا أعياله
- صطار أكاديمي
- عنتر وعبلة بعد التعديل
- قلب صناعي
- عالمكشوف
- سوسن والدمية
- لولو الذكية
- الأكاديمية
- الجميلة والخاتم
- سوبر ذكي
- أمل في مملكة النمل

المسلسلات الإذاعية:
- حبابة 1996
- المغتربون
- المرفأ الأخير
- البومة والطاووس

## الوصلات الخارجية
- سعد الدهش  على فيسبوك.
- الصفحة الشخصية في تويتر https://twitter.com/SaadaldahashS